# Horst Bossong
Horst Bossong (* 25. Juli 1951 in Wuppertal; † 15. Oktober 2020 in Essen) war ein deutscher Sozialwissenschaftler und Hochschullehrer in Essen.

## Leben
Nach dem Studium von Sozialwissenschaften und Sozialarbeit an der Universität Bremen wurde Bossong 1985 ebendort promoviert. Von 1983 bis 1989 war er als Lehrbeauftragter an der Universität Bremen tätig und von 1989 bis 1999 Drogenbeauftragter des Hamburger Senats. Zwischen 1994 und 1999 wirkte er zugleich als Vertreter des Bundesrates in verschiedenen Gremien der Europäischen Kommission.
1993 wurde er in Washington D.C. mit dem H.B. Spear Award for Achievement in the Field of Control und Enforcement für sein drogenpolitisches Engagement von der US-amerikanischen Drug Policy Foundation ausgezeichnet.
Von 1999 bis 2020 war er Professor an der Universität Duisburg-Essen. Dort leitete er von 2004 bis zu seiner Pensionierung über 15 Jahre als Dekan die Bildungswissenschaftliche Fakultät. Mehrere Jahre war er zudem als Gastdozent an der soziologischen Fakultät der Staatlichen Lobatschewski Universität in Nischni Nowgorod (Russland) tätig und unterstützte dort den Aufbau eines Studiengangs für Sozialarbeit. Seine Lehr- und Forschungsgebiete waren Verwaltungswissenschaften mit dem Schwerpunkt Sozialverwaltung sowie Drogen- und Drogenhilfepolitik.
Bossong gehörte in den 1980er-Jahren zu den bekanntesten Streitern für eine akzeptierende Drogenhilfe und wandte sich in den 1990er-Jahren Fragen des Sozialmanagements und der Reform der Sozialverwaltung zu. Bahnbrechend waren Ende der 1990er-Jahre seine Reformvorschläge zur Finanzierung sozialer Dienste und Einrichtungen, mit denen er für mehr Transparenz sowie strenge Leistungs- und Wirksamkeitskontrollen bei der Vergabe öffentlicher Mittel eintrat. Er war Mitglied im Schildower Kreis, einem Experten-Netzwerk, das gegen die Drogenprohibition argumentiert.
Bossong war der Vater der Schriftstellerin Nora Bossong.

## Schriften (Auswahl)
- Hg. mit Heino Stöver und J. Gölz: Leitfaden Drogentherapie, 1997
- Das Ende der Kartellabsprachen. Transparente Vergabe öffentlicher Mittel für Sozialprojekte. In: Die Öffentliche Verwaltung. Zeitschrift für öffentliches Recht und Verwaltungswissenschaft. 54. Jg., Heft 3 (2001).
- Integration und Bedarfsgerechtigkeit. Bestandsanalyse und Anforderungsprofil an ein zielführendes Hilfesystem für depravierte Drogen- und Alkoholabhängige in Essen, 2002.
- Die Szene und die Stadt. Innerstädtische Randgruppenszenen als kommunale Aufgabe. Eine verwaltungswissenschaftliche Untersuchung (2003).
- Sozialverwaltung. Ein Grundkurs für soziale Berufe. 2. Auflage, 2010.
- Wohl-Wollen, Staatsauftrag und professionelles Eigeninteresse. Eine Kritik aktueller fachdisziplinärer Maßstäbe in der Sozialen Arbeit. In: Neue Praxis. Zeitschrift für Sozialarbeit, Sozialpädagogik und Sozialpolitik. 41. Jg., Heft 6 (2011).